# Reggenza di Musi Banyuasin
La reggenza di Musi Banyuasin (in indonesiano: Kabupaten Musi Banyuasin) è una reggenza dell'Indonesia, situata nella provincia di Sumatra Meridionale.